# Hélio Gonçalves Heleno

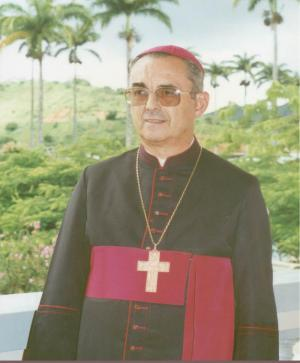
Bischof Hélio Gonçalves Heleno

Hélio Gonçalves Heleno (* 18. Mai 1935 in Cipotânea, Minas Gerais, Brasilien; † 4. September 2012 in Caratinga) war ein brasilianischer Geistlicher und römisch-katholischer Bischof von Caratinga.

## Leben
Hélio Gonçalves Heleno, Sohn von José Francisco Heleno und Maria Francisca de Almeidas, jüngerer Bruder des Bischofs José Gonçalves Heleno, studierte Philosophie (1955/57) und Theologie (1958/61) am St. Joseph Priesterseminar in Mariana und empfing am 3. Dezember 1961 in Mariana die Priesterweihe.
Papst Johannes Paul II. ernannte ihn am 27. November 1978 zum Bischof von Caratinga. Die Bischofsweihe spendete ihm der Erzbischof von Mariana, Oscar de Oliveira, am 22. Februar 1979 in Rio Pomba; Mitkonsekratoren waren José Gonçalves Heleno, Bischof von Governador Valadares, und sein Amtsvorgänger José Eugênio Corrêa. Sein bischöflicher Wahlspruch war „Propter Regnum Dei“ (Wegen des Reiches Gottes).
Er engagierte sich im Regionalrat der Brasilianischen Bischofskonferenz (CNBB) für die Laien (Espírito Santo und Minas Gerais) und war Mitglied des Pastoralausschusses der Regionalkonferenz.
Seinen altersbedingten Rücktritt nahm Papst Benedikt XVI. am 16. Februar 2011 an.